# جوزيف ميركولا
جوزيف مايكل ميركولا (من مواليد 8 يوليو 1954) هو مؤيد أمريكي للطب البديل وطبيب تقويم عظام وشخصية تجارية عبر الإنترنت. نمت ثروته الصافية، بحسب ما أعلن في عام 2017 إلى أكثر من 100 مليون دولار. يسوق المكملات الغذائية والأجهزة الطبية غير المصرح بها على مدى واسع. على موقعه على الإنترنت، دعا ميركولا وزملاؤه إلى مفاهيم صحية بديلة غير مثبتة وعلمية زائفة، بما في ذلك المعالجة المثلية ومعارضة التطعيم. وقد لقيت هذه المواقف انتقادات مستمرة. ميركولا عضو في العديد من منظمات الطب البديل بالإضافة إلى المجموعة السياسية رابطة الأطباء والجراحين الأمريكيين، والتي تروج لوجهات نظر مشكوك فيها علميًا عن الطب والأمراض. حتى عام 2013  كان ميركولا يدير مركز دكتور ميركولا للصحة الطبيعية (المعروف سابقًا باسم مركز العافية الأمثل) في شاومبورغ، إلينوي. وهو مؤلف لكتابين.
انتقدت المجتمعات الطبية والعلمية والتنظيمية والتجارية ادعاءات ميركولا الطبية. ذكرت افتتاحية بيزنس ويك عام 2006 أن ممارساته التسويقية تعتمد على «الترويج اللطيف والاستخدام الذكي للمعلومات وأساليب التخويف». في 2005 و2006 و2011، حذرت إدارة الغذاء والدواء الأمريكية (FDA) ميركولا وشركته من أنهم يقدمون معلومات غير قانونية لقدرة منتجاتهم على اكتشاف الأمراض والوقاية منها وعلاجها. انتقد موقع كواكواتش ميركولا لتقديمه «ادعاءات لا أساس لها [والتي] تتعارض مع تلك التي تقدمها المنظمات الطبية والصحية العامة والعديد من التوصيات التي لا أساس لها للمكملات الغذائية». من بين تقنيات التسويق الخاصة بميركولا يقول اختصاصي الأورام الجراحي ديفيد جورسكي إنه «يمزج النصائح الصحية المملّة والمعقولة بالنصائح العلمية الزائفة بطريقة يصعب على شخص ليس لديه خلفية طبية معرفة الفرق بينهما».
خلال وباء كوفيد -19، نشر ميركولا معلومات خاطئة عن الفيروس ومعلومات مضللة عن اللقاحات العلمية الزائفة على منصات وسائل التواصل الاجتماعي، حدده الباحثون على أنه «الناشر الرئيسي للمعلومات الخاطئة عن فيروس كورونا على الإنترنت». حذرته إدارة الغذاء والدواء الأمريكية في العديد من المناسبات لبيعه منتجات صحية غير معتمدة، بما في ذلك العلاجات المفترضة لفيروس كوفيد-19. حظر موقع يوتيوب ميركولا في 29 سبتمبر 2021. في 29 سبتمبر 2022، رفع ميركولا دعوى قضائية ضد شركة غوغل، التي تمتلك موقع يوتيوب، زاعمًا أنها انتهكت شرط منح المشترك فرصة لإزالة أي محتوى خاص به للامتثال لسياسة جديدة.

## حياته وعمله
ولد جوزيف ميركولا في 8 يوليو 1954 في شيكاغو، إلينوي. كانت والدته، جانيت ألدريدج (ني فريمان) نادلة وكان والده، توماس نيكولاس ميركولا، من قدامى المحاربين في سلاح الجو وعمل في مارشال فيلدز، وهو متجر متعدد الأقسام في شيكاغو. التحق ميركولا بمدرسة لين تيك كوليدج الإعدادية الثانوية ودرس علم الأحياء والكيمياء في جامعة إلينوي، وتخرج في عام 1976. في عام 1982، تخرج من كلية شيكاغو لطب تقويم العظام (الآن جامعة الغرب الأوسط). وفقًا لموقع ميركولا الإلكتروني، فهو رئيس سابق لطب الأسرة في مركز سانت أليكسيوس الطبي. توقف عن علاج المرضى في عام 2009 للعمل بدوام كامل على منتجاته الصحية ومكملات الفيتامينات. في إفادة خطية عام 2017، صرح ميركولا أن صافي ثروته يزيد عن 100 مليون دولار.
يعيش ميركولا في كيب كورال، فلوريدا. وهو متزوج من إيرين إليزابيث، وهي مدوِنة أدرجتها صحيفة نيويورك تايمز كواحدة من أكثر ناشري المعلومات المضللة انتشارًا.
ألف كتابين أدرجتهما صحيفة نيويورك تايمز في قائمة أفضل الكتب مبيعًا: الأول كتاب حمية خالية من الحبوب (في مايو 2003) والثاني كتاب خدعة انفلونزا الطيور العظيمة (في أكتوبر 2006). في كتاب خدعة انفلونزا الطيور العظيمة رفض ميركولا المخاوف الطبية بشأن جائحة إنفلونزا الطيور، مؤكدًا أن الحكومة والشركات الكبيرة ووسائل الإعلام الرئيسية تآمرت للترويج لخطر إنفلونزا الطيور لتجميع الأموال والسلطة. ظهر ميركولا في برنامج عرض دكتور أوز، وبرنامج الأطباء.
عمله ناجح جدًا. في عام 2019، كتبت صحيفة واشنطن بوست أنه «جمع ثروة من بيع المنتجات الصحية الطبيعية بما في ذلك مكملات الفيتامينات، التي يدعي أن بعضها بدائل للقاحات ... صافي ثروته مستمدة إلى حد كبير من شبكته من الشركات الخاصة، والتي نمت إلى ما يزيد عن 100 مليون دولار، بحسب إفادة خطية عام 2017».

## آراؤه والجدل الدائر حولها

### موقع الويب والمنشورات
يدير ميركولا موقعه الخارج الذي يحمل الاسم نفسه، الذي وصفه بأنه أكثر مواقع الصحة البديلة شعبية على الإنترنت. بالإضافة إلى الموقع الرئيسي، فإنه يستضيف أيضًا مثل هيلثي بيتس وبيك فيتنس. يظهر عداد الحركة للموقع من كوانتبست أن الموقع يستقبل نحو 1.9 مليون زائر جديد شهريًا، حيث يعود كل منهم لعشر مرات تقريبًا كل شهر لزيارة الموقع؛ ويعادل عدد المشاهدات تقريبًا عدد المشاهدات التي تتلقاها معاهد الصحة الوطنية. باستخدام أساليب التسويق المباشر العدوانية، جلب الموقع وشركته، ميركولا إل سي، نحو 7 ملايين دولار في عام 2010 من خلال بيع علاجات الطب البديل والمكملات الغذائية. يروج الموقع أفكارًا صحية غير مثبت صحتها، بما في ذلك الأفكار القائلة بأن المعالجة المثلية أو الهوميوباثي يمكن أن يعالج التوحد، وأن التطعيمات لها أضرار خفية على صحة الإنسان.
سلط فيليس إنتس، اختصاصي أحياء مجهرية وخبير سلامة الغذاء، الضوء على موقع ميركولا الشخصي كمثال عن المواقع الإلكترونية «التي من المحتمل أن تضلل المستهلكين من خلال تقديم معلومات أحادية الجانب أو غير مكتملة أو غير دقيقة أو مغلوطة».
يقول الباحثون إن ميركولا يوظف فرقًا في فلوريدا والفلبين تترجم منشوراته إلى لغات متعددة ثم تنشرها على مجموعات من المواقع الإلكترونية وحسابات وسائل التواصل الاجتماعي.
في أغسطس 2021، أعلن ميركولا على موقعه على الإنترنت أنه سيزيل جميع مقالاته بشكل دائم، ولكنه سيواصل نشر مقالاته يوميًا، والتي سيتم حذفها بعد 48 ساعة. قالت راشيل إي موران، الباحثة في نظرية المؤامرة في جامعة واشنطن إن هذا الإعلان هو «محاولة من ميركولا للتوصل إلى استراتيجيته الخاصة لتجنب إزالة محتواه، في الوقت الذي يقوم فيه أيضًا باعتبار نفسه ضحية مستهدفة».

### اللقاحات
يعتبر ميركولا من منتقدي سياسة اللقاحات والتطعيم، إذ يزعم أن عددًا كبيرًا من اللقاحات تعطى في وقت مبكر للغاية أثناء مرحلة الرضاعة. يستضيف على موقعه الإلكتروني نشطاء مناهضين للتطعيم، ويدعو إلى اتخاذ تدابير أخرى بدلًا من التطعيم في العديد من الحالات مثل استخدام فيتامين د بدلًا من لقاح الإنفلونزا، رغم أن البيانات بخصوص هذا الموضوع ليست قاطعة، وينتقد بشدة لقاحات الإنفلونزا. يعتبر ميركولا بمثابة مروج ضد استخدام اللقاحات. حتى عام 2019، تبرع بما لا يقل عن 4 ملايين دولار لمجموعات مكافحة اللقاحات من خلال مؤسسة أبحاث الصحة الطبيعية، بما في ذلك أكثر من 2.9 مليون دولار لمجموعة مكافحة التطعيم التابعة للمركز الوطني لمعلومات اللقاحات، وهو ما يمثل نحو 40% من تمويل تلك المنظمة. شارك في تمويل إعلان مضاد للتطعيم في تايمز سكوير في عام 2011.
أكد ميركولا أن الثيومرسال، وهو مادة حافظة للقاح، ضار بسبب محتواه من الزئبق. تمت إزالة دواء ثيميروسال من معظم اللقاحات التي تعطى للأطفال الصغار في الولايات المتحدة، دون تأثير على معدلات تشخيص التوحد. تراكمت أدلة كثيرة منذ عام 1999 تظهر أن هذه المادة الحافظة آمنة، إذ ذكرت منظمة الصحة العالمية في عام 2006 أنه «لا يوجد دليل على التسمم لدى الرضع أو الأطفال أو البالغين المعرضين لمادة الثيومرسال في اللقاحات».
في مارس 2011، وجد تحليل لمحتوى مكافحة التطعيم على تويتر وفيسبوك أن ميركولا واحد من 12 حسابًا فرديًا وتنظيميًا تنتج ما يصل إلى 65% من مجموع المحتوى المضاد لتعاطي اللقاحات على المنصات المذكورة. بحلول يونيو 2021، بلغ مجموع عدد متابعيه من مختلف مواقع التواصل الاجتماعي 4.1 مليون متابع.